# Rhamphichthys
Rhamphichthys es un género de peces de agua dulce de la familia Rhamphichthyidae, en el orden de los Gymnotiformes. Sus especies se distribuyen en ambientes acuáticos de Sudamérica cálida, y son denominadas comúnmente morenas picudas, bombillas, etc. Algunas especies poseen importancia comercial en acuariología.

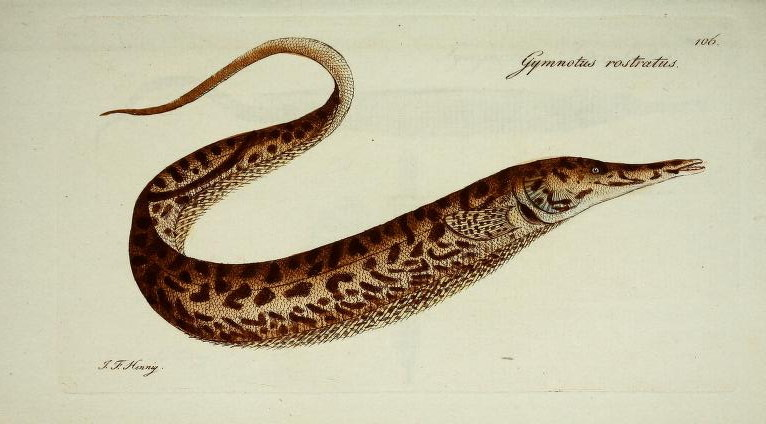
Rhamphichthys rostratus.

## Taxonomía
Este género fue descrito originalmente en el año 1846 por los zoólogos alemanes Johannes Peter Müller y Franz Hermann Troschel.
Etimología
Etimológicamente el nombre genérico Rhamphichthys se construye con dos palabras del idioma griego, en donde rhamphos que significa 'pico' e ichthys que es 'pez'.
Especies

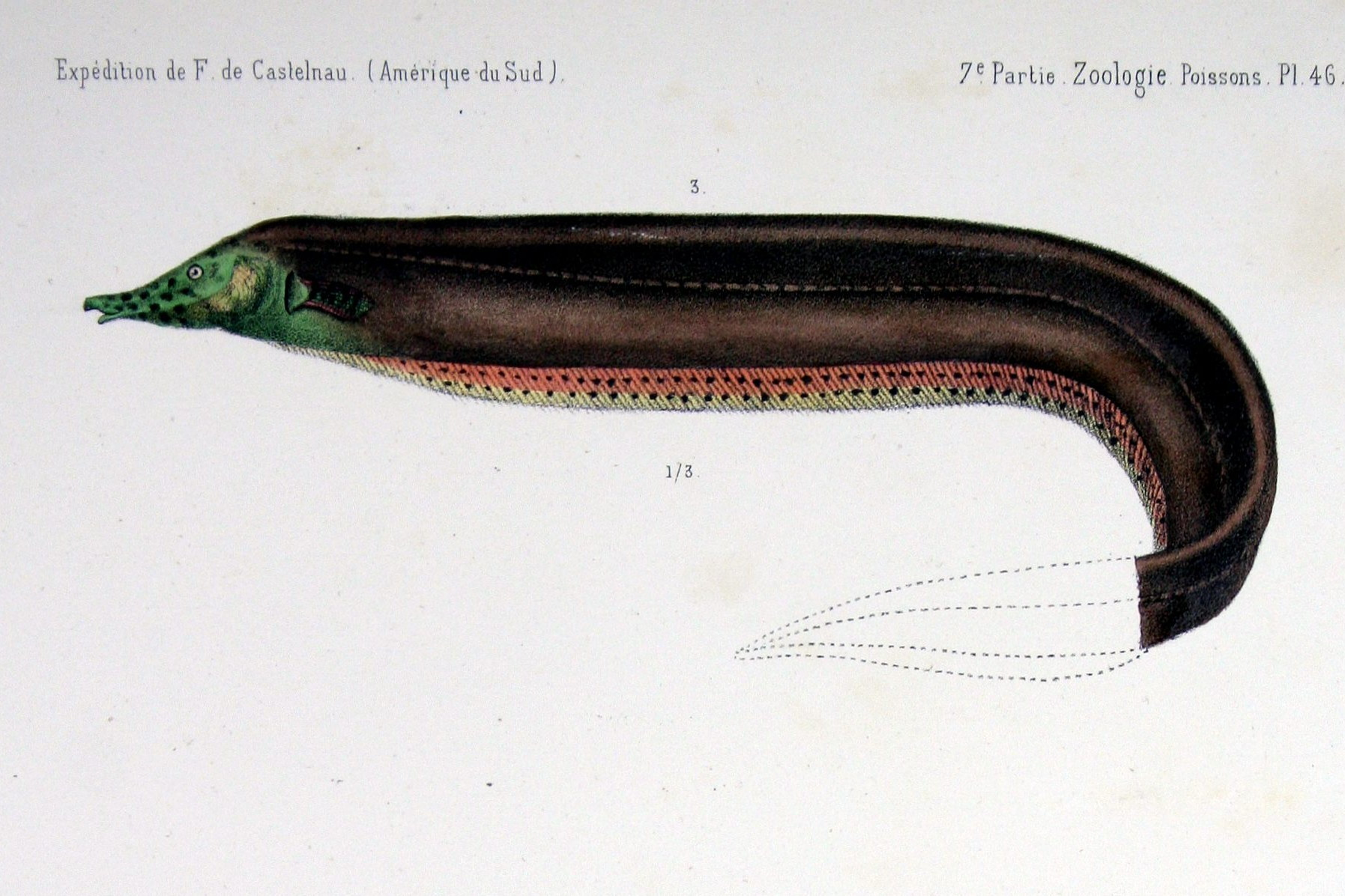
Rhamphichthys pantherinus.

Este género se subdivide en 9 especies:
- Rhamphichthys apurensis (Fernández-Yépez, 1968)
- Rhamphichthys atlanticus Triques, 1999
- Rhamphichthys drepanium Triques, 1999
- Rhamphichthys hahni (Meinken, 1937)[4]
- Rhamphichthys lineatus Castelnau, 1855
- Rhamphichthys longior Triques, 1999
- Rhamphichthys marmoratus Castelnau, 1855
- Rhamphichthys pantherinus Castelnau, 1855
- Rhamphichthys rostratus (Linnaeus, 1766)

## Morfología
Posee su cuerpo la forma de un cuchillo comprimido; no presenta ni aletas pélvicas ni dorsal, siendo la aleta anal extremadamente larga y ondulante para permitirle moverse tanto hacia delante como hacia atrás. También poseen un órgano que genera descargas eléctricas. Su característica más destacada es que la boca se sitúa en el extremo de un pico.

## Distribución
Las especies que lo integran se distribuyen en las grandes cuencas sudamericanas: la del Amazonas, la del Orinoco, y la del Plata, además de drenajes atlánticos del nordeste del Brasil. Cuentan con alguna especie las Guayanas, Venezuela, Colombia, Perú, Bolivia, Brasil, Paraguay, Uruguay y la Argentina. Seguramente también se encuentre en el Ecuador amazónico.

## Costumbres
Habita en pantanos, arroyos y ríos de aguas lénticas. Se alimenta de invertebrados.